# Veľká Ida
Veľká Ida (en hongrois : Nagyida, en allemand : Großeidau) est un village de Slovaquie situé dans la région de Košice. En 2011, sa population était de 3 287 habitants.

## Histoire
Première mention écrite du village en 1251.
Jusqu'au Traité de Trianon en 1920, la localité s'appelait Nagyida et appartenait au Royaume de Hongrie. Elle était située dans le comitat d'Abaúj-Torna.
La localité fut annexée par la Hongrie après le premier arbitrage de Vienne le 2 novembre 1938. En 1938, on comptait 2298 habitants dont 86 juifs. Elle faisait partie du district de Košice, en hongrois Kassai járás. Le nom de la localité avant la Seconde Guerre mondiale était Veľká Ida/Nagy-Ida. Durant la période 1938 -1945, le nom hongrois Nagyida était d'usage. À la libération, la commune a été réintégrée dans la Tchécoslovaquie reconstituée.

## Démographie

### Évolution de la population
| Année:               | 1994. | 2004.    | 2014.    | 2024.    |
| -------------------- | ----- | -------- | -------- | -------- |
| Nombre de personnes: | 2451  | 2965     | 3485     | 4232     |
| Différence:          |       | +20,97 % | +17,53 % | +21,43 % |

| Année:               | 2023. | 2024.   |
| -------------------- | ----- | ------- |
| Nombre de personnes: | 4140  | 4232    |
| Différence:          |       | +2,22 % |